# Laura Elena de Esteban Martín
Laura Elena de Esteban Martín, née le 8 août 1962 à Madrid, est une femme politique espagnole.
Membre du Parti populaire, elle siège au Parlement européen de 1994 à 1999 et à l'Assemblée de Madrid de 1991 à 1994 et en 2003. 